# Stenopogon junceus
Stenopogon junceus är en tvåvingeart som först beskrevs av Christian Rudolph Wilhelm Wiedemann 1820.  Stenopogon junceus ingår i släktet Stenopogon och familjen rovflugor. Inga underarter finns listade i Catalogue of Life.